# Kladistika
Kladistika (od grč. κλάδος, klados: mladica, izdanak, grančica), metoda klasifikacije vrsta preko zajedničkih obilježja, pristup u biološkoj razredbi po kojemu se organizmi svrstavaju na temelju toga dijele li ili ne dijele jedno zajedničko jedinstveno obilježje ili više njih, koje potječe od posljednjeg zajedničkog pretka te skupine, a nije prisutno u daljih predaka. Stoga se smatra kako članovi iste skupine dijele zajedničku povijest odn. time se drže međusobno srodnijima.
Izvorne metode rabljene u kladističkoj analizi i škola taksonomije proistekla iz nje potječu iz rada njemačkoga entomologa Willija Henniga, koji ju je nazvao filogenetska sistematika (ujedno naslov njegove knjige iz 1966.). Uporabu naziva „kladistika” i „klad” (ogranak) popularizirali su ostali istraživači. Kladistika se u izvornu značenju odnosi na naročit skup metoda rabljenih u filogenetskoj analizi, iako se danas ponekad rabi u označivanju čitava polja.
Kladističke tehnike, a ponekad i nazivlje, uspješno su primijenjene u drugim disciplinama: na primjer, u određivanju povezanosti između očuvanih rukopisa Canterburyjskih priča ili pak između 53 rukopisa sanskrtske Čarake samhite.